# Região das Flores
A Região das Flores, localizada na Misiones, na Argentina, a 115 km de Posadas e 100 km das Cataratas do Iguaçu, é um empreendimento dos municípios de Ruíz de Montoya, Capiovy, Puerto Rico, Garuhapé, O Alcazar, Caraguatay e Monte Carlo para oferecer ao visitante uma ampla variedade de alternativas para desfrutam em contato com a natureza. Os jardins de um espetacular colorido e apresentação dão lugar alo nome "Micro Região das Flores".
Está integrada pelos departamentos de Libertador General San Martín e Montecarlo.

## Atrativos
- Salto Capioví - Capioví
- Museu Arqueológico e Arquivo Histórico - Montecarlo
- Museu "Raízes" - Puerto Rico
- Gruta Índia - Garuhapé
- Ilha Caraguata-í - Montecarlo
- Labirinto de Montecarlo - Montecarlo
- Cova do Yaguareté - Puerto Rico
- Solar do "Che", residência de Ernesto "Che" Guevara durante sua infância em Misiones - Caraguatay, Montecarlo